# アフマド・サーマーニー

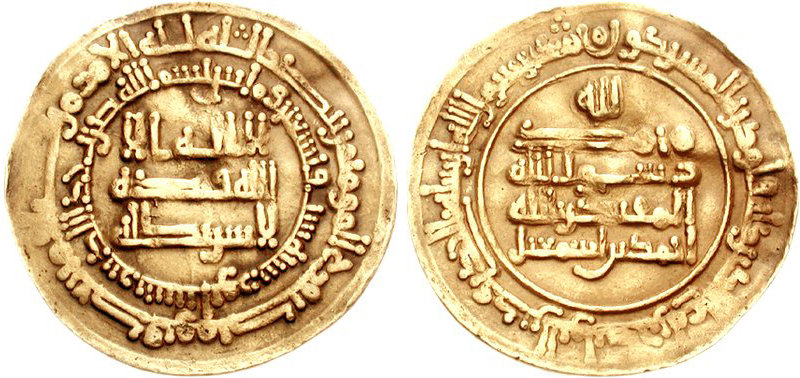
アフマド・サーマーニーの硬貨

アフマド・イブン・イスマーイール（ペルシア語:احمد سامانی、生年不明~914年1月24日）、またはアフマド・サーマーニーはサーマーン朝のアミール（在位:907年~914年）。父は先代アミールのイスマーイール・サーマーニー。"殉教したアミール"として知られている。

## 生涯
アフマド・サーマーニーは、900年代の初期にその名が初めて登場する。ゴルガーンの総督に任命されたが、ダイラムのジュスターン朝との戦争に敗れたため、すぐに総督の職を解かれている。
907年に父イスマーイール・サーマーニーが死去するとアミールとなった。しばらくして、アッバース朝のカリフ・ムクタディルからサッファール朝の中心地スィースターンの統治権を与えられた。サッファール朝は内乱中であり、アフマドの軍隊はファラーからボストまで、ほとんど抵抗に遭わずに行軍した。ザランジュを統治するアル・ムアッダルが、サッファール朝のアフマド配下の将軍シムジュル・アル・ダワティに降伏した。911年にサッファール朝を完全に降すと、翌年、従兄弟のアブー・サリフ・マンスールをスィースターンの統治者に任命した。また、アッバース朝カリフに対する反乱者、テュルク系のウォーロード・セブク・エリを捕らえ、バグダードへ送還した。
マンスールの抑圧的な徴税政策により、赴任後1年も経たずに、スィースターンでの反乱を引き起こした。ザランジュの駐屯軍は壊滅し、アブー・サリフ・マンスールは捕縛された。サッファール朝のアムル・イブン・ヤークブが、反乱の指導者の傀儡として担ぎ上げられ、その後は自らの意向でアミールに就任した。しかし、フサイン・イブン・アリー・マルヴァルディ指揮するサーマーン朝の軍隊が、スィースターンにおけるサーマーン朝の支配権を回復し、アムルはサマルカンドに送還し、その他の反乱指導者は殺害された。
その後、シムジュル・アル・ダワティがスィースターンの統治者に就いた。しかし、タバリスターンとゴルガーンもすぐにサーマーン朝に対して反乱を起こし、アフマドは反乱に対処する前に殺害された。914年1月24日、ブハラ近郊で、天幕で眠っているときに、数人のトルコ人奴隷によって首を取られた。死後、遺体はブハラに移送され、ナウカンダに埋葬された。アミールを殺害した奴隷は捕らえられ処刑され、一部の奴隷はトルキスタンに逃亡した。アフマドは「殉教したアミール」と称された。
宮廷での公用語をペルシア語からアラビア語に変更するよう命じたことが、臣下の不評を買ったかもしれないが、この命令はすぐに撤回された。アフマドの後を継いだのは幼い息子のナスル2世であった。